# 科琳·麥克馬洪
科琳·麥克馬洪（生於1951年7月18日）是美國紐約南區聯邦地區法院的首席法官。

## 教育和职业
麥克馬洪出生於俄亥俄州哥倫布市，1973年獲得俄亥俄州立大學文學學士學位，1976年獲得哈佛法學院法學博士學位。1976年至1995年，她在紐約市從事私人執業活動，但1979年至1980年期間，她是美國常駐聯合國代表唐納德·麥克亨利的演講稿撰寫人和特別助理。1995年至1998年，她是紐約最高法院索賠法院的法官。